# Begonia conipila
Espèce
Begonia conipila est une espèce de plantes de la famille des Begoniaceae. Ce bégonia est originaire d'Indonésie. L'espèce fait partie de la section Petermannia. Elle a été décrite en 2001 par Ruth Kiew (1946-…), à la suite des travaux d'Edgar Irmscher (1887-1968). L'épithète spécifique conipila signifie « à poils en forme de cône ».. 

## Description

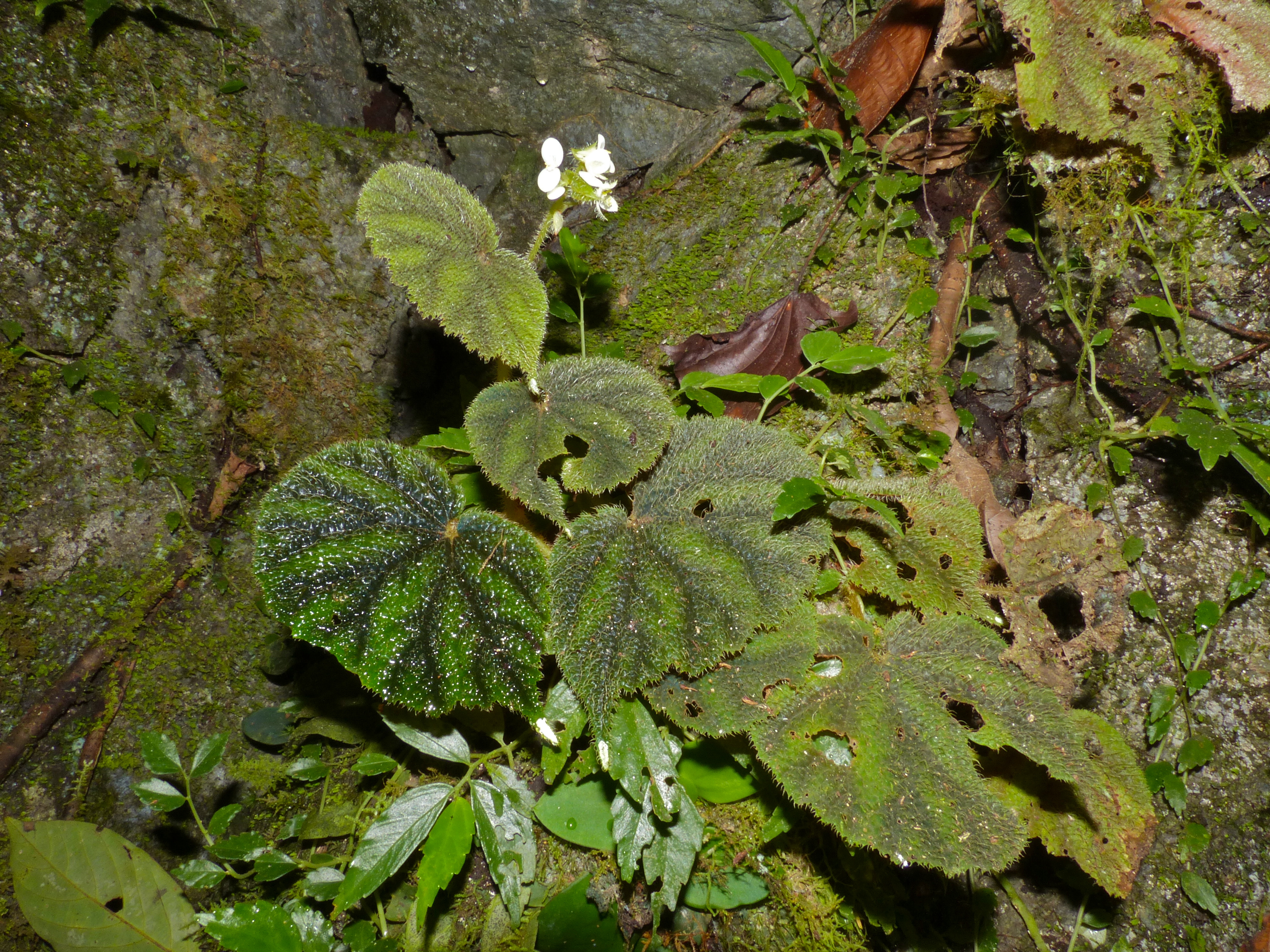
Vue d'ensemble
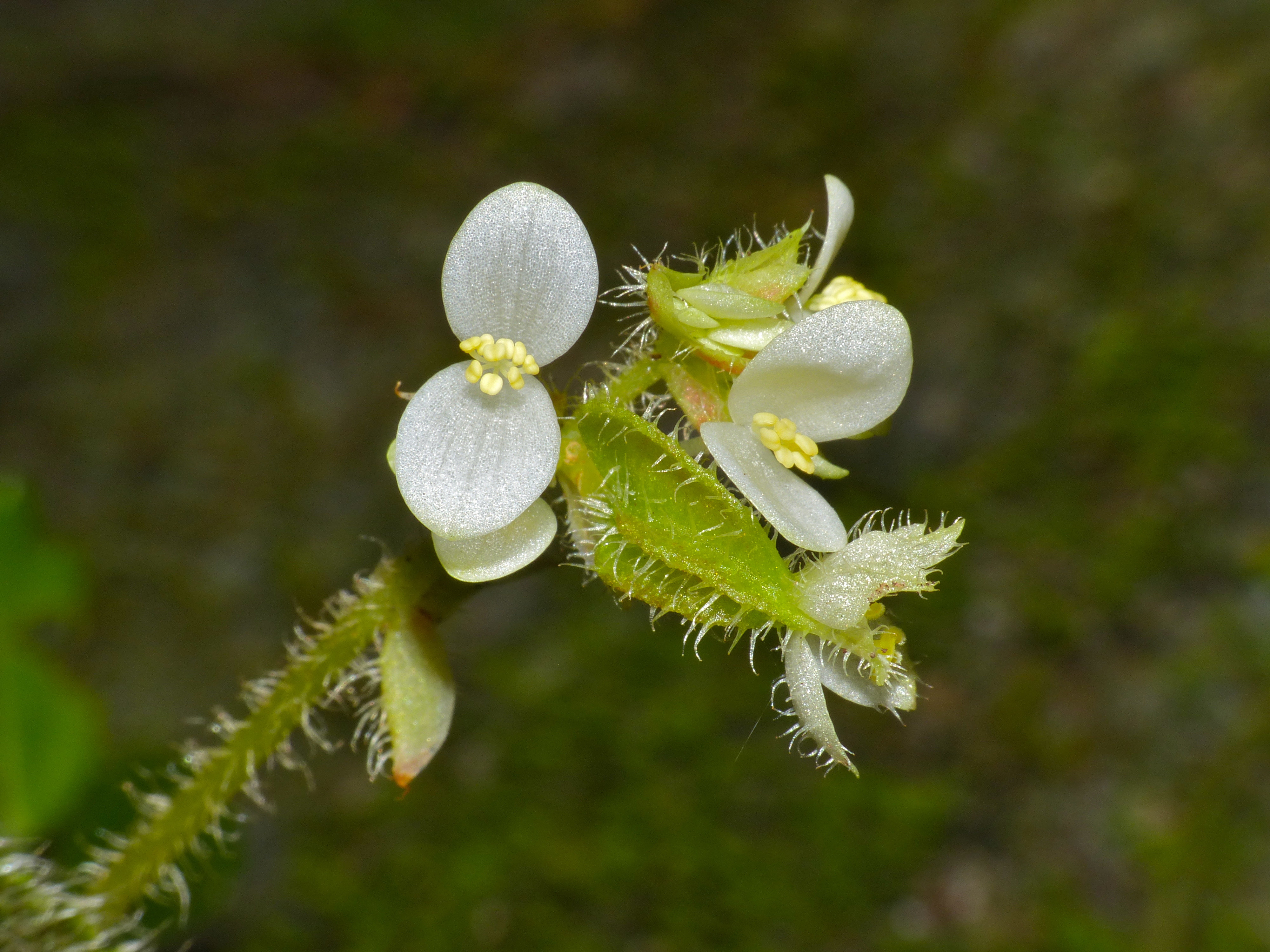
Une inflorescence

## Répartition géographique
Cette espèce est originaire du pays suivant : Indonésie (Bornéo).